# Melissa Bielsma-Schaaij
Melissa Skaye (Amsterdam, 4 april 1972) is een Nederlandse schrijfster. Ze is de auteur van de fantasyreeks Jeremy Jago en de VT-thrillerreeks.

## Levensloop
Melissa Skaye (pseudoniem voor Bielsma-Schaaij) is geboren in het Burgerziekenhuis te Amsterdam en heeft drie broers en een zus. Op haar dertiende verhuisde ze naar Hoorn. Over de gebeurtenissen in haar leven schreef ze vele dagboeken. Met succes reed ze op haar pony Pretnes wedstrijden in de ZZ-dressuur. Door de hoge leeftijd van het dier en de komst van haar gezin is Skaye met de ruitersport gestopt en heeft ze zich volledig op het schrijven gericht.
In 2013 verscheen het eerste deel in de VT-thrillerreeks, die zich in haar woonplaats Hoorn afspeelt. Virtuele tango bij uitgeverij Ellessy. In 2014 volgde het tweede deel: Verboden tranen.  Uitgeverij Zilverspoor publiceerde in 2013 het eerste deel van de fantasyreeks van  Jeremy Jago:  Jeremy Jago Het geheim van de Passage. In augustus 2014 verschijnt deel 2: Jeremy Jago De kracht van Assingna.
Melissa is gehuwd en heeft een zoon en een dochter.

## Boeken

### VT serie
- Virtuele tango - Ellessy Crime (2013)
- Verboden tranen – Ellessy Crime (2014)
- Verleden tijd - Ellessy Crime (2016)
- Verminkte toekomst - LetterRijn (2017)
- Verknipte tegenstander - LetterRijn (2018)

### Jeremy Jago serie
- Jeremy Jago Het geheim van de Passage - Zilverspoor (2013)
- Jeremy Jago De kracht van Assingna - Zilverspoor (2014)

### Overig
- Incognito (2011) - VrouwenThrillers.nl
- Quillerz 1 (2011) (kort thrillerverhaal) - VrouwenThrillers.nl
- Quillerz 2 (2011) (kort thrillerverhaal) - VrouwenThrillers.nl
- Onverwacht (2013) (kort thrillerverhaal) - Ellessy Crime
- In onschuld (2017) - LetterRijn

- Overgave – erotische bundel - Passage (2014)